# Gerhard Scheibner (Altphilologe)
Gerhard Rudolf Scheibner (* 4. Mai 1912 in Dresden; † 1. Oktober 1994 in Naumburg) war ein deutscher Altphilologe und Übersetzer.

## Leben
Scheibner, Sohn des Amtsrates Otto Scheibner und der Ella Schnauder, besuchte in Dresden zunächst die Volksschule und eine Privatschule, danach ab 1922 das Gymnasium zum Heiligen Kreuz, wo sein Lehrer Erich Burck sein Interesse für die Klassische Philologie weckte. Ostern 1931 erhielt er sein Abitur und begann sein Lehramtsstudium in Latein, Griechisch und Deutsch an der Universität Leipzig, wo er (unterbrochen durch einen Aufenthalt an der Universität Tübingen im Sommersemester 1932) bis 1937 studierte. Besonders prägend waren für Scheibner  die Seminare und Vorlesungen bei Friedrich Klingner, Alfred Körte und Wolfgang Schadewaldt in der Klassischen Philologie und bei Theodor Frings und Konstantin Reichardt in der Germanistik.
Am 30. April 1937 bestand Scheibner die Staatsprüfung für das Lehramt an höheren Schulen und unterrichtete im Oktober 1937 als Studienreferendar am Vitzthumschen Gymnasium in Dresden. Im Juni 1938 wechselte er an die Markgraf-Otto-Schule  in Freiberg und im Oktober 1938, nach Abschluss seines Referendariats, an die Städtische Oberschule für Jungen  in Zwickau. Später unterrichtete er in Altenberg, nach dem Zweiten Weltkrieg unter anderem am Kirchlichen Proseminar in Naumburg.
Bereits während seiner Leipziger Studienzeit begann Scheibners lebenslange Beschäftigung mit den Werken Homers. Seit Frühjahr 1935 arbeitete er bei Schadewaldt an seiner Doktordissertation zum Thema Der Aufbau des 20. und 21. Buches der Ilias, im Mai 1939 wurde er damit promoviert. Zu seinem Haupt- und Lebenswerk wurden seine Übersetzungen von Homers Ilias (erschienen 1972) und Odyssee (erschienen 1986). Sie gelten neben den Übersetzungen Schadewaldts als die gelungensten deutschen Prosafassungen der homerischen Epen. Für die Ilias-Übersetzung wurde Scheibner am 31. Oktober 1983 mit dem Lion-Feuchtwanger-Preis der Akademie der Künste der DDR ausgezeichnet.
Scheibner lebte mit seiner Familie in Naumburg/Saale. Sein Grab befindet sich auf dem evangelischen Friedhof St. Othmar. Einen Teil seiner Privatbibliothek erwarb nach seinem Tod die Universitätsbibliothek Erfurt.

## Werke
- Der Aufbau des 20. und 21. Buches der Ilias. Robert Noske, Borna-Leipzig 1939 (= Phil. Diss. vom 10. Mai 1939, Leipzig).
- Ein unbekanntes Philitasfragment in der Berliner Papyrussammlung (= Vortrag auf dem Dyskolos-Kolloquium, Jena, 31. Januar 1962). In: Friedrich Zucker (Hrsg.): Menanders Dyskolos als Zeugnis seiner Epoche. Akademie-Verlag, Berlin 1965, S. 103–114 (= Schriften der Sektion für Altertumswissenschaft 50).
  - dazu Nachtrag: Zum Papyrus Berolin. 13873. In: Philologus 111:1/2 (1967), S. 129–132.
- Nachwort zu: Homer: Ilias. Übertragen von Johann Heinrich Voß. 7. Auflage, Reclam, Leipzig 1964 (= Reclams Universal-Bibliothek 249).
- Nachwort zu: Homer: Odyssee. Übertragen von Johann Heinrich Voß. 9. Auflage, Reclam, Leipzig 1964 (= Reclams Universal-Bibliothek 280).
- Ein Versuch, Entstehungszeit und -ort der Endform der Odyssee zu bestimmen. In: Wissenschaftliche Zeitschrift der Friedrich-Schiller-Universität Jena 14 (1965), S. 93–96.
- Klassische Dichtung im Alten Orient und in der Antike. Gilgamesch-Epos und Homer. In: Das Problem der Klassik im Alten Orient und in der Antike. Diss. Berolinenses 3, Berlin 1967, S. 124–140 (= Protokoll der Tagung in Halle vom 10. bis 12. Februar 1966).
- Homerus: Ilias. Aufbau-Verlag, Berlin und Weimar 1972 (Prosaübertragung, 2 Bände, illustriert von Werner Klemke).
- Homerus: Odyssee. Aufbau-Verlag, Berlin und Weimar 1986, ISBN 3-351-00146-0 (Prosaübertragung, 2 Bände, illustriert von Peter Nagengast).
  - Taschenbuchausgabe beider Übersetzungen: Aufbau-Verlag, Berlin und Weimar 1989, ISBN 3-351-01397-3 (= Taschenbibliothek der Weltliteratur).
  - Taschenbuchausgabe beider Übersetzungen: Aufbau-Taschenbuch-Verlag, Berlin 2000, ISBN 3-7466-6063-7 (Ilias) und ISBN 3-7466-6064-5 (Odyssee) (= Aufbau-Bibliothek 6063/6064).